# ノンアルコール日本酒
ノンアルコール日本酒（ノンアルコールにほんしゅ）とは、アルコール分が含まれない、もしくは1%未満のアルコール分を含む日本酒。

## 詳細
2003年ごろからノンアルコール日本酒は登場している。これは2003年の道路交通法の改正により飲酒運転への罰則が強化されたため登場した、多くのノンアルコール飲料ものの一種である。ただ2006年以降市販品は出回っていない。
ノンアルコールビールやノンアルコールワインなどと違い、日本酒のアルコール分は通常15％とビールの3倍あるうえ、味の構成要素としてもアルコールが大きな割合を示す。そのため、日本酒のアルコールを除去した場合、アルコール（HOT感、苦味）＋糖分＋有機酸＋アミノ酸でつりあっていたバランスを維持することができずに、「日本酒らしからぬノンアルコール日本酒」となってしまう。実際にアルコールを除いた日本酒は、酸度が変わっていないにも関わらず酸味が強い。一方でその酸味に見合っただけの糖分を増やして調整しても、本来の日本酒の味からかけ離れてしまうことになってしまう。
そのため他のノンアルコール飲料に比べて「本物」との味の違いが大きく、結果として短期間で市場から淘汰される結果となっている。

## 商品
- 宴会気分[1]（福光屋、2002年発売）
- 零の雫[2]（福光屋、2012年発売）
- 月桂冠フリー[3]（月桂冠、2014年9月8日発売）
- 吟零[4]（白鶴酒造、2022年2月25日）